# Den skyldige
Den skyldige er en dansk film fra 2018 instrueret af Gustav Möller.
Möllers debut som spillefilmsinstruktør var støttet under ordningen New Danish Screen, fik gode anmeldelser, gode salgstal og en række priser ved internationale filmfestivaler, blandt andet publikumsprisen på filmfestivalen Sundance i USA.
Den Skyldige var indstillet som Danmarks bud på en Oscar for bedste internationale film 2018, men opnåede ikke videre nominering, trods den var en af favoritterne i december. Ved Robert-prisuddelingen i 2019 modtog filmen flere priser, bl.a. for årets danske spillefilm.
Den skyldige fik også premiere i udlandet, herunder Frankrig, hvor den på omkring fire uger fik solgt 150.000 billetter.
Den skyldige udspiller sig udelukkende i en alarmcentral og med Jakob Cedergren i den helt centrale hovedrolle som politibetjenten Asger Holm, der sidder og modtager alarmopkald.
Dramaet udfolder sig stort set kun via de telefonsamtaler Asger Holm gør.

## Medvirkende
- Jakob Cedergren som Asger Holm
- Jessica Dinnage som Iben
- Omar Shargawi som Rashid
- Johan Olsen som Michael
- Jacob Hauberg Lohmann som Bo
- Katinka Evers-Jahnsen som Mathilde
- Jeanette Lindbæk som Vagtleder Nordsjælland
- Simon Bennebjerg som Junkie
- Laura Bro som Journalist
- Morten Suurballe som Mand på Skelbækgade
- Guuled Abdi Youssef som Mand ved natklub
- Caroline Løppke som Fuld kvinde
- Peter Christoffersen som Politiassistent i hus
- Nicolai Wendelbo som Politiassistent i bil
- Morten Thunbo som Alarmoperatør # 1
- Maria Gersby Cissé som Alarmoperatør # 2
- Anders Brink Madsen som Alarmoperatør # 3

## Eksterne Henvisninger
- Den skyldige på Internet Movie Database (engelsk)
- Den skyldige på Filmdatabasen
- Den skyldige på danskefilm.dk
- Den skyldige på danskfilmogtv.dk
- Den skyldige på Scope
- Den skyldige i Svensk Filmdatabas (svensk)
- Den skyldige på AlloCiné (fransk)
- Den skyldige på MovieMeter (nederlandsk)
- Den skyldige på AllMovie (engelsk)
- Den skyldige på The Movie Database (engelsk)